# Le Plateau (série télévisée)
Le Plateau est une série télévisée humoristique québécoise en 26 épisodes de 25 minutes écrite par Ken Scott, réalisé par Jean-Marc Létourneau et diffusée entre le 18 septembre 2002 et le 23 avril 2003 à la Télévision de Radio-Canada.

## Synopsis
L'histoire de trois co-locs habitant le Plateau Mont-Royal à Montréal.

## Fiche technique
- Scénariste : Ken Scott
- Réalisateurs : Jean-Marc Létourneau, Carmen Bourquardez et Pierre Thériault
- Producteurs : Roger Frappier et André Monette
- Conseillère à la scénarisation et metteure en scène : Josée Fortier
- Coordonnatrice de production : Carole Dufresne
- Productrice déléguée et directrice de production : Sylvie Fréchette
- Production : Max Films inc./Max Films Télévision inc.

## Distribution
- Benoît Brière : Pierre Chamberland
- Ken Scott : François Chamberland
- Bruno Blanchet : Robert Gascon
- Marie-France Lambert : Anaïs Fontaine
- Geneviève Brouillette : Béatrice
- Luc Biron : Jean-Paul
- Gilles Pelletier : Monsieur Chamberland
- Thérèse Morange : Madame Chamberland
- Félixe Ross : Marie-Paule
- Sylvain Marcel : Le concierge

## Épisodes
1. La Chirurgie
2. OPS Pharmaceutique
3. Personne me lit
4. L'Aérovie
5. Les Cours de conduite
6. L'Anniversaire de Pierre et d'Anaïs
7. Es-tu bien accoté?
8. Les Amateurs de sports
9. Le Doublage
10. C'est quoi le score?
11. Le Pari
12. Moments de qualité
13. On est fragile
14. Persona non grata
15. Êtes-vous en forme ?
16. Le Vol
17. Le couple est comme un requin
18. Les Parents d'Anaïs
19. Caméra vérité
20. Atchoum
21. Un mille dans mes souliers
22. Mes condoléances
23. Le Montréal ce soir
24. L'Échange
25. Surprise !
26. Le Retour en enfance